# Morten Maler
Morten Maler eller Martin Maler var en dansk kunstner, der malede kalkmalerier i sjællandske kirker i begyndelsen af 1400-tallet. Han havde muligvis hjemme i Slagelse. Til forskel fra mange andre kalkmalere signerede han sine værker.
Morten Maler havde en enkel stil med afrundede streger og afstemte farver. Særligt er hans grenornamenter fremhævet, og han brugte gerne grønt til dem, kjortler og bordduge. Hans hovedværk regnes for kalkmalerierne i Gerlev Kirke. I Gimlinge Kirke daterede han sit værk til 1409.
Ud over værker, der med sikkerhed kan tilskrives ham, har han eller hans elever dekoreret Udby Kirke, Hjembæk Kirke, Nordrup Kirke, Flakkebjerg Kirke og tårnkapellerne i Roskilde Domkirke, et par piller i Sorø Klosterkirke og muligvis Sværdborg Kirke.
I 1989 skrev og instruerede Jørgen Vestergaard en dukkefilm Morten maler inspireret af Morten Maler.

## Værker
- Gerlev Kirke, Gerlev
- Gimlinge Kirke, Gimlinge Sogn
- Sankt Peders Kirke, Næstved
- Kisserup Kirke, Kirke Saaby
- Mogenstrup Kirke, Mogenstrup

## Galleri
- Den sidste nadver malet i loftet på Gerlev Kirke
- Kalkmaleri fra Udby Kirke som Morten Maler eller hans elever dekorerede
- Motiv fra Nordrup Kirke.